# Paul Durkin
Paul Anthony Durkin (* 15. August 1955) ist ein ehemaliger englischer Fußballschiedsrichter.

## Sportlicher Werdegang
Durkin avancierte in den 1990er Jahren zu einem der führenden Schiedsrichter der Premier League und den Wettbewerben der The Football Association. Entsprechend rückte er Mitte des Jahrzehnts auf die FIFA-Schiedsrichterliste, am 11. Juni 1995 pfiff er anlässlich eines 3:1-Auswärtserfolgs Sloweniens bei Estland sein erstes Länderspiel. Bei der EM-Endrunde 1996 wurde er als nationaler Vertreter als Vierter Offizieller nominiert, musste aber beim Gruppenspiel zwischen Frankreich und Bulgarien seinen verletzten Landsmann Dermot Gallagher ab Mitte der ersten Halbzeit ersetzen. Bei der WM-Endrunde 1998 gehörte er zu den nominierten Hauptschiedsrichtern und kam beim Gruppenspiel zwischen Österreich und Italien zu seinem einzigen Turniereinsatz. In Freundschaftsspielen sowie im Rahmen der jeweiligen Qualifikationen zu den folgenden Welt- und Europameisterschaften kam er fortan regelmäßig zum Einsatz. 2004 beendete er seine aktive Laufbahn.
Auf nationaler Ebene wurde Durkin mit der Spielleitung bedeutender Partien im Wembley-Stadion betraut. 1996 leitete er dabei das Duell zwischen Doublesieger Manchester United und Vizemeister Newcastle United um den FA Community Shield, das mit einem 4:0-Erfolg der Red Devils endete. Im von ihm gepfiffenen Endspiel um den Wettbewerb um den FA Cup 1997/98 zog erneut Newcastle United den Kürzeren, der FC Arsenal holte mit einem 2:0-Erfolg den Titel. Für das Finalspiel um den League Cup 2002/03 musste er wegen des seinerzeitigen Umbaus des Wembley-Stadion ins Millennium Stadium nach Cardiff reisen, um dort das vom FC Liverpool gegen manchester United mit 2:0 entschiedene Finalspiel zu leiten.